# Diplotaxis monticola
Diplotaxis monticola är en skalbaggsart som beskrevs av Juan A. Delgado 2001. Diplotaxis monticola ingår i släktet Diplotaxis och familjen Melolonthidae. Inga underarter finns listade i Catalogue of Life.